# Sybille Böschen

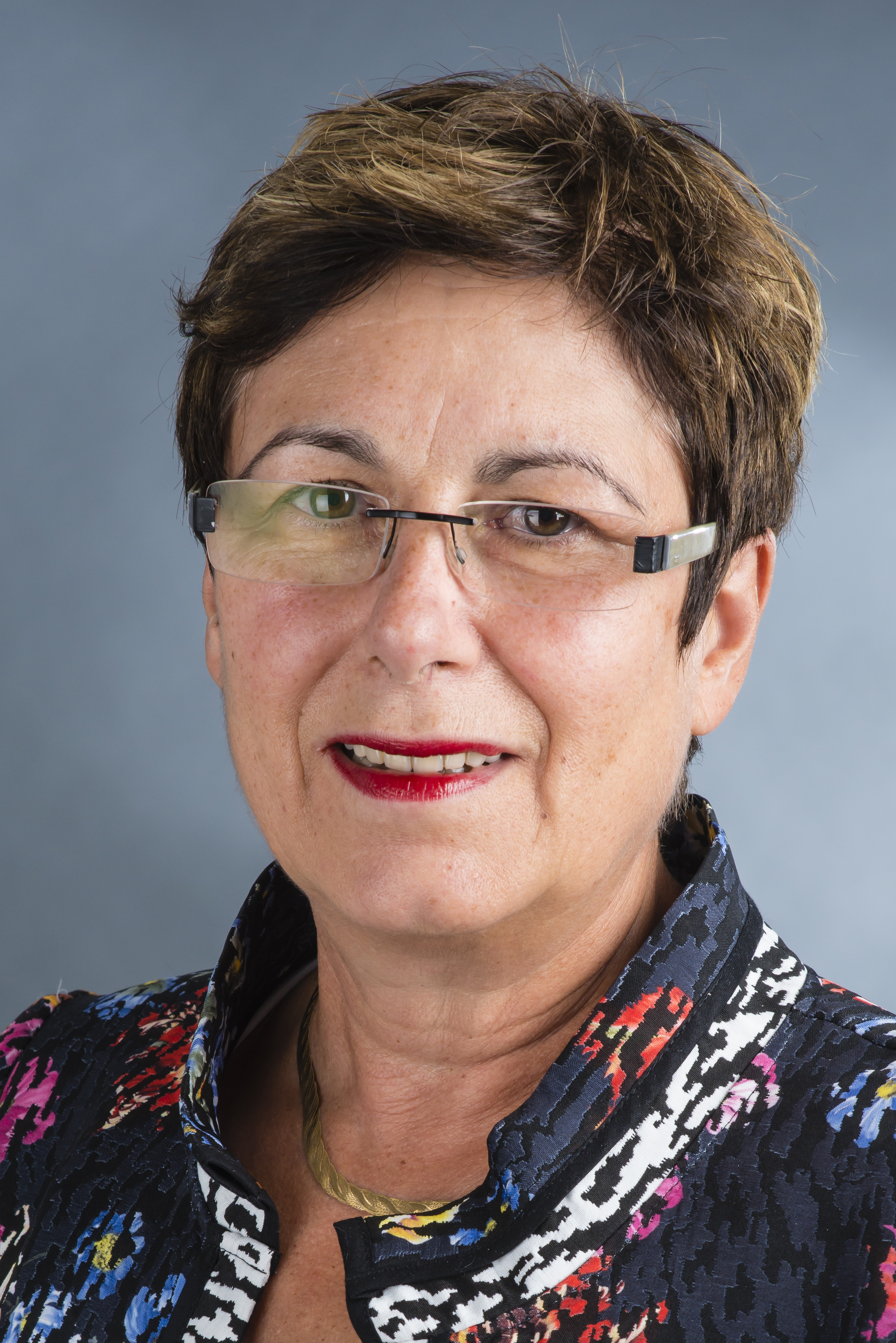
Sybille Böschen 2015

Sybille Böschen (* 10. Juli 1954 in Bremerhaven) ist eine deutsche Politikerin (SPD) und war Abgeordnete der Bremischen Bürgerschaft.

## Biografie

### Ausbildung und Beruf
Böschen studierte nach dem Abitur Pädagogik. Von 1978 bis 1979 leistete sie den Referendardienst. Von 1979 bis 1996 war sie als Lehrerin an der Pestalozzischule II in Bremerhaven tätig. Sie wurde 1991 an die Abendschule (Erwachsenenschule Bremen) abgeordnet. Von 1996 bis 2000 war Böschen gewählte Frauenbeauftragte für die Schulen.
Böschen ist verheiratet und hat zwei Kinder.

### Politik
Böschen ist seit 1995 Mitglied der SPD im SPD-Ortsverein Schiffdorfer Damm/Surheide/Bürgerpark Süd. Sie ist  Sprecherin der Arbeitsgemeinschaft Sozialdemokratischer Frauen (ASF) in Bremerhaven. Sie war von 2004 bis 2008 Mitglied im Landesvorstand der SPD Bremen.
Böschen ist seit dem 10. Juni 2003 Mitglied der Bremischen Bürgerschaft und seit 2007 Stellvertretende SPD-Fraktionsvorsitzende. Sie war Sprecherin der SPD-Bürgerschaftsfraktion von 2005 bis 2007 für die Fischereihafenpolitik, dann bis 2011 für die Wissenschaftspolitik und seit 2011 für die Gleichstellung. Seit 2010 ist sie stellvertretende Vorsitzende der SPD-Bürgerschaftsfraktion.

Sie ist vertreten im
Ausschuss für die Gleichstellung der Frau,
Stellvertreterin im nichtständigen Ausschuss „Ausweitung des Wahlrechts“,
nichtständigen Ausschuss zur Änderung der Landesverfassung und im
Verfassungs- und Geschäftsordnungsausschuss sowie in der
staatlichen Deputation für Bildung und der
staatlichen Deputation für Gesundheit
und im Ausschuss zur Bekämpfung der Armut.
Zur Bürgerschaftswahl 2019 trat sie nicht erneut an.